# Edwin Francis Gay
Edwin Francis Gay (* 27. Oktober 1867 in Detroit; † 8. Februar 1946 in Pasadena) war ein US-amerikanischer Wirtschaftshistoriker und Publizist.

## Leben
Edwin Gay schloss sein Studium an der University of Michigan im Jahr 1890 ab. Im Jahr 1902 wurde er mit einer Dissertation Zur Geschichte der Einhegungen in England an der Humboldt-Universität zu Berlin promoviert. Im selben Jahr folgte er seinem Lehrer, dem englischen Wirtschaftshistoriker William Ashley (1860–1927), der den ersten Lehrstuhl für Wirtschaftsgeschichte in der englischsprachigen Welt in Harvard bekleidete. Gay wurde in Harvard zunächst Dozent für Wirtschaftsgeschichte. 1903 wurde er Assistenzprofessor und 1906 Professor. Edwin Gay war von 1908 bis 1919 der erste Dekan der Harvard Business School.
In den Jahren 1920 bis 1923 war Gay Präsident der New York Evening Post.
Von 1929 an war er verantwortlich für die US-amerikanische Branche des Internationalen wissenschaftlichen Komitees für die Geschichte der Preise.

## Ehrungen
1913 wurde Gay in die American Academy of Arts and Sciences und 1932 in die American Philosophical Society gewählt.
Zu seinem Andenken wurde der Edwin F. Gay-Preis für Wirtschaftsgeschichte gestiftet. Zu den Preisträgern zählt unter anderem der deutsch-amerikanische Wirtschaftshistoriker Richard H. Tilly.